# Andrea Zantani
Andrea Zantani o Zentani o Centani (1505 circa – dopo il 1561) è stato un vescovo cattolico italiano.
Aderì alla Riforma protestante e fu incarcerato dall'Inquisizione a Roma, da dove fuggì rifugiandosi in Svizzera.

## Biografia
Nato in una famiglia patrizia veneziana, nulla si sa della sua prima giovinezza. Alla fine degli anni Trenta era a Roma, presbitero nel circolo del cardinale veneziano Francesco Corner, che il 14 luglio 1539 gli fece ottenere da Paolo III il vescovado di Limassol, a Cipro. Secondo il Cellini, che si era rifugiato presso il Corner dopo la sua evasione da Castel Sant'Angelo nel 1538, il vescovado fu concesso a Zantani in cambio della sua consegna nelle mani della giustizia pontificia.
Non risulta che lo Zantani, secondo una prassi abituale al tempo, sia mai stato nella diocesi assegnatagli. Dopo la morte del Cornaro, egli risulta essere tornato nel Veneto, risiedendo a Venezia e a Conegliano. Intorno al 1542 frequentò il teologo agostiniano Ambrogio Cavalli, sospettato di eresia, e lo prese sotto la sua protezione, mandandolo a Cipro quale suo vicario della diocesi di Limassol, e lo difese quando il Cavalli fu arrestato e processato a Venezia nel 1545 per l'eterodossia delle sue dottrine.
Zantani prese parte soltanto dal 1546 al gennaio del 1547 alle sedute del Concilio di Trento, e difese la dottrina cattolica della giustificazione attraverso la grazia e le opere. Ma egli era già attivo nel favorire il movimento protestante e forse anche anabattistico, che si sviluppava in quegli anni in Veneto. Ne sarebbe una prova la sua amicizia, oltre che con il Cavalli, con il medico Girolamo Donzellini e con il fratello di questi, Cornelio, con Bartolomeo Altieri e con Lucio Paolo Roselli, che gli dedicò nel 1549 il suo Discorso di penitenza.
Il 22 luglio 1549 il nunzio pontificio a Venezia, Giovanni Della Casa, denunciò con una lettera al Farnese l'esistenza a Conegliano di un circolo eretico, ma il suo tentativo di far intervenire l'Inquisizione fu contrastata dallo Zantani e dalle autorità veneziane, dal momento che l'inchiesta avrebbe dovuto coinvolgere famiglie patrizie. La morte del pontefice, avvenuta in novembre, chiuse la questione.
Dopo il breve pontificato di Giulio III, l'elezione di Paolo IV nel maggio del 1555 comportò un intensificarsi delle misure repressive contro gli eretici. La cattura del Cavalli nel 1555 e le sue confessioni nel processo che si concluse con il rogo nel giugno del 1556, coinvolsero lo Zantani che fu arrestato a Venezia nel 1557. Solo nel 1559 fu accolta dal senato veneziano la richiesta della sua estradizione a Roma, dove il 9 agosto si ebbe la sentenza di espulsione dalla Chiesa e di condanna al carcere perpetuo. Paolo IV moriva però il 18 agosto e dei disordini popolari scoppiati a Roma in quell'occasione, che videro la distruzione di molti fascicoli dell'Inquisizione e l'assalto alle sue carceri, approfittò lo Zantani per fuggire.
Zantani si rifugiò nel Cantone dei Grigioni, come attesta nel 1561 il nunzio pontificio Zaccaria Delfino, riferendo al cardinal Borromeo che l'ex-vescovo scriveva «contra Sua Santità e contra li cardinali, et particularmente venetiani, cose horrende». Questi scritti, non reperibili, dovrebbero essere quelli citati dallo Haym come «empia declamazione contro la Religione Catolica», ossia il Discorso breve sopra le Sette Pistole scritte alle sette Chiese dell'Asia e i Dei Sette capi della Bestia, della piaga mortale della Bestia, e della sua passata sanatione, e finalmente un risoluto giudizio contra il papato.
Mancano ulteriori notizie sullo Zantani, del quale s'ignora la data e il luogo della morte.

## Scritti
- Discorso breve sopra le Sette Pistole del Signor Zantani scritte alle sette Chiese dell'Asia, per mano del suo amato e fedelissimo Cancelliero Giovanni, nelle quali si vede esser adombrato il vario Stato della Chiesa dal principio della Predication degli Apostoli in fino alla fine del mondo, 1560
- Dei Sette capi della Bestia, della piaga mortale della Bestia, e della sua passata sanatione, e finalmente un risoluto giudizio contra il Papato, 1560